# Liste der Nummer-eins-Hits in Spanien (2011)
Dies ist eine Liste der Nummer-eins-Hits in Spanien im Jahr 2011. Sie basiert auf den offiziellen Chartlisten der Productores de Música de España (Promusicae), der spanischen Landesgruppe der IFPI. Es gab in diesem Jahr 12 Nummer-eins-Singles und 18 Nummer-eins-Alben.

## Singles
| ← 2010 ← | Liste der Nummer-eins-Hits in Spanien | Liste der Nummer-eins-Hits in Spanien | Liste der Nummer-eins-Hits in Spanien | 2012 → |
| \| Zeitraum \| Wo. ges. \| Interpret \| Titel Autor(en) \| Zusätzliche Informationen \| \| (Zeitraum, Wochen auf Platz eins, Interpret, Titel, Autor[en], zusätzliche Informationen) \| \| \| \| \| \| ----------------------------------------------------------------------------------------- \| -------- \| ---------------------------- \| ------------------------------------------------------------------------------------------------------------------------------------------------------------------------------------- \| ----------------------------------------------------------------------------------------------------------------------------------- \| \| 26. Dezember 2010 – 1. Januar 2011 1 Woche \| 1 \| Amaia Montero \| Chiquitita Benny Goran Bror Andersson, Björn Kristian Ulvaeus \| – \| \| 2. Januar 2011 – 22. Januar 2011 3 Wochen (insgesamt 12) \| 12 \| Shakira feat. el Cata \| Loca Carlos Daniel Crespo-Planas, Edward Edwin Bello Pou, Armando Christian Pérez, Shakira Isabel Mebarak Ripoll \| – \| \| 23. Januar 2011 – 12. Februar 2011 3 Wochen \| 3 \| The Black Eyed Peas \| The Time (Dirty Bit) Donald Markowitz, John Albert DeNicola, Franke Jon Previte, William James Adams Jr., Allan Pineda Lindo, Damien Leroy \| – \| \| 13. Februar 2011 – 26. Februar 2011 2 Wochen \| 2 \| Lady Gaga \| Born This Way Fernando Garibay, Paul Edward Blair, Stefani Joanne Angelina Germanotta, Jeppe Breum Laursen \| – \| \| 27. Februar 2011 – 12. März 2011 2 Wochen \| 2 \| Pablo Alborán \| Solamente tú Pablo Moreno de Alborán Ferrándiz \| – \| \| 13. März 2011 – 25. Juni 2011 15 Wochen \| 15 \| Jennifer Lopez feat. Pitbull \| On the Floor Armando Christian Pérez, Nadir Khayat Maher, Gonzalo Hermosa Gonzáles, Ulises Hermosa Gonzáles, Kinda Vivianne Hamid, Bilal Hajji, Achraf Jannusi, Geraldo Jacop Sandell \| – \| \| 26. Juni 2011 – 30. Juli 2011 5 Wochen \| 5 \| Shakira feat. Pitbull \| Rabiosa Armando Christian Pérez, Edward Edwin Bello Pou, Shakira Isabel Mebarak Ripoll \| – \| \| 31. Juli 2011 – 1. Oktober 2011 9 Wochen \| 9 \| Lucenzo feat. Don Omar \| Danza Kuduro William Omar Landron Rivera, Fabrice Cyril Toigo, Philippe Louis de Oliveira, Faouzi Barkati, Ali Fitzgerald Moore \| – \| \| 2. Oktober 2011 – 15. Oktober 2011 2 Wochen (insgesamt 5) \| 5 \| Pitbull feat. Marc Anthony \| Rain over Me Marco Antonio Muñiz, Nadir Khayat Maher, Bilal Hajji, Achraf Jannusi, Jimmy Paul Thörnfeldt, Armando Christian Pérez, Rachid Aziz \| – \| \| 16. Oktober 2011 – 29. Oktober 2011 2 Wochen \| 2 \| Juan Magán feat. Crossfire \| Bailando por ahi (Remix) Juan Manuel Magán González, Cristian Ivan Pencheff Araneda, Rodrigo Alejandro Araneda Pencheff \| – \| \| 30. Oktober 2011 – 12. November 2011 2 Wochen (insgesamt 5) \| 5 \| Pitbull feat. Marc Anthony \| Rain over Me Marco Antonio Muñiz, Nadir Khayat Maher, Bilal Hajji, Achraf Jannusi, Jimmy Paul Thörnfeldt, Armando Christian Pérez, Rachid Aziz \| – \| \| 13. November 2011 – 26. November 2011 2 Wochen \| 2 \| Pablo Alborán \| Perdóname Pablo Moreno de Alborán Ferrándiz \| – \| \| 27. November 2011 – 17. März 2012 16 Wochen \| 16 \| Michel Teló \| Ai Se Eu Te Pego! Sharon Acioly Arcoverde, Antônio Carlos Paim Cerqueira, Amanda Grasiele Mesquita Teixeira da Cruz, Aline Medeiros da Fonseca, Karine Assis Vinagre \| Der brasilianische Nummer-eins-Hit kam über einen brasilianischen Fußballspieler in die spanische Liga und von da nach ganz Europa. \| |                                       |                                       | | |
| ← 2010 |                                       |                                       | | → 2012 → |
| Zeitraum | Wo. ges.                              | Interpret                             | Titel Autor(en) | Zusätzliche Informationen |
| (Zeitraum, Wochen auf Platz eins, Interpret, Titel, Autor[en], zusätzliche Informationen) |                                       |                                       | | |
| 26. Dezember 2010 – 1. Januar 2011 1 Woche | 1                                     | Amaia Montero                         | Chiquitita Benny Goran Bror Andersson, Björn Kristian Ulvaeus | – |
| 2. Januar 2011 – 22. Januar 2011 3 Wochen (insgesamt 12) | 12                                    | Shakira feat. el Cata                 | Loca Carlos Daniel Crespo-Planas, Edward Edwin Bello Pou, Armando Christian Pérez, Shakira Isabel Mebarak Ripoll                                                                      | – |
| 23. Januar 2011 – 12. Februar 2011 3 Wochen | 3                                     | The Black Eyed Peas                   | The Time (Dirty Bit) Donald Markowitz, John Albert DeNicola, Franke Jon Previte, William James Adams Jr., Allan Pineda Lindo, Damien Leroy                                            | – |
| 13. Februar 2011 – 26. Februar 2011 2 Wochen | 2                                     | Lady Gaga                             | Born This Way Fernando Garibay, Paul Edward Blair, Stefani Joanne Angelina Germanotta, Jeppe Breum Laursen                                                                            | – |
| 27. Februar 2011 – 12. März 2011 2 Wochen | 2                                     | Pablo Alborán                         | Solamente tú Pablo Moreno de Alborán Ferrándiz | – |
| 13. März 2011 – 25. Juni 2011 15 Wochen | 15                                    | Jennifer Lopez feat. Pitbull          | On the Floor Armando Christian Pérez, Nadir Khayat Maher, Gonzalo Hermosa Gonzáles, Ulises Hermosa Gonzáles, Kinda Vivianne Hamid, Bilal Hajji, Achraf Jannusi, Geraldo Jacop Sandell | – |
| 26. Juni 2011 – 30. Juli 2011 5 Wochen | 5                                     | Shakira feat. Pitbull                 | Rabiosa Armando Christian Pérez, Edward Edwin Bello Pou, Shakira Isabel Mebarak Ripoll                                                                                                | – |
| 31. Juli 2011 – 1. Oktober 2011 9 Wochen | 9                                     | Lucenzo feat. Don Omar                | Danza Kuduro William Omar Landron Rivera, Fabrice Cyril Toigo, Philippe Louis de Oliveira, Faouzi Barkati, Ali Fitzgerald Moore                                                       | – |
| 2. Oktober 2011 – 15. Oktober 2011 2 Wochen (insgesamt 5) | 5                                     | Pitbull feat. Marc Anthony            | Rain over Me Marco Antonio Muñiz, Nadir Khayat Maher, Bilal Hajji, Achraf Jannusi, Jimmy Paul Thörnfeldt, Armando Christian Pérez, Rachid Aziz                                        | – |
| 16. Oktober 2011 – 29. Oktober 2011 2 Wochen | 2                                     | Juan Magán feat. Crossfire            | Bailando por ahi (Remix) Juan Manuel Magán González, Cristian Ivan Pencheff Araneda, Rodrigo Alejandro Araneda Pencheff                                                               | – |
| 30. Oktober 2011 – 12. November 2011 2 Wochen (insgesamt 5) | 5                                     | Pitbull feat. Marc Anthony            | Rain over Me Marco Antonio Muñiz, Nadir Khayat Maher, Bilal Hajji, Achraf Jannusi, Jimmy Paul Thörnfeldt, Armando Christian Pérez, Rachid Aziz                                        | – |
| 13. November 2011 – 26. November 2011 2 Wochen | 2                                     | Pablo Alborán                         | Perdóname Pablo Moreno de Alborán Ferrándiz | – |
| 27. November 2011 – 17. März 2012 16 Wochen | 16                                    | Michel Teló                           | Ai Se Eu Te Pego! Sharon Acioly Arcoverde, Antônio Carlos Paim Cerqueira, Amanda Grasiele Mesquita Teixeira da Cruz, Aline Medeiros da Fonseca, Karine Assis Vinagre                  | Der brasilianische Nummer-eins-Hit kam über einen brasilianischen Fußballspieler in die spanische Liga und von da nach ganz Europa. |

## Alben
| ← 2010 ← | Liste der Nummer-eins-Hits in Spanien | Liste der Nummer-eins-Hits in Spanien | Liste der Nummer-eins-Hits in Spanien     | 2012 → |
| \| Zeitraum \| Wo. ges. \| Interpret \| Titel \| Zusätzliche Informationen \| \| (Zeitraum, Wochen auf Platz eins, Interpret, Titel, zusätzliche Informationen) \| \| \| \| \| \| ------------------------------------------------------------------------------ \| -------- \| --------------------- \| ----------------------------------------- \| ------------------------------------------------------------------------------------------------------------------------------------- \| \| 28. November 2010 – 5. Februar 2011 10 Wochen \| 10 \| Sergio Dalma \| Via Dalma \| – \| \| 6. Februar 2011 – 19. März 2011 6 Wochen (insgesamt 15) \| 15 \| Pablo Alborán \| Pablo Alborán \| – \| \| 20. März 2011 – 2. April 2011 2 Wochen \| 2 \| Manel \| 10 milles per veure una bona armadura \| – \| \| 3. April 2011 – 9. April 2011 1 Woche \| 1 \| Bunbury \| Gran Rex \| – \| \| 10. April 2011 – 16. April 2011 1 Woche (insgesamt 15) \| 15 \| Pablo Alborán \| Pablo Alborán \| – \| \| 17. April 2011 – 14. Mai 2011 4 Wochen \| 4 \| Maná \| Drama y luz \| – \| \| 15. Mai 2011 – 21. Mai 2011 1 Woche \| 1 \| OBK \| 20 – Nuevas versiones singles 1991 / 2011 \| – \| \| 22. Mai 2011 – 28. Mai 2011 1 Woche \| 1 \| Maldita Nerea \| Fácil \| – \| \| 29. Mai 2011 – 25. Juni 2011 4 Wochen \| 4 \| Extremoduro \| Materiál defectuoso \| – \| \| 26. Juni 2011 – 2. Juli 2011 1 Woche (insgesamt 15) \| 15 \| Pablo Alborán \| Pablo Alborán \| – \| \| 3. Juli 2011 – 9. Juli 2011 1 Woche \| 1 \| Beyoncé \| 4 \| – \| \| 10. Juli 2011 – 16. Juli 2011 1 Woche \| 1 \| Luis Fonsi \| Tierra firme \| – \| \| 17. Juli 2011 – 3. September 2011 7 Wochen (insgesamt 15) \| 15 \| Pablo Alborán \| Pablo Alborán \| – \| \| 4. September 2011 – 10. September 2011 1 Woche \| 1 \| Red Hot Chili Peppers \| I’m with You \| – \| \| 11. September 2011 – 17. September 2011 1 Woche \| 1 \| David Guetta \| Nothing but the Beat \| – \| \| 18. September 2011 – 1. Oktober 2011 2 Wochen \| 2 \| La Oreja de Van Gogh \| A las cinco en el Astoria \| – \| \| 2. Oktober 2011 – 29. Oktober 2011 4 Wochen \| 4 \| Amaral \| Hacia lo salvaje \| – \| \| 30. Oktober 2011 – 19. November 2011 3 Wochen \| 3 \| Manolo García \| Los días intactos \| – \| \| 20. November 2011 – 26. November 2011 1 Woche (insgesamt 10) \| 10 \| Pablo Alborán \| En acústico \| – \| \| 27. November 2011 – 3. Dezember 2011 1 Woche \| 1 \| Estopa \| Estopa 2.0 \| – \| \| 4. Dezember 2011 – 7. Januar 2012 5 Wochen \| 5 \| Sergio Dalma \| Via Dalma II \| Mit der Fortsetzung des meistverkauften Albums des Vorjahres hat der Popsänger aus Barcelona sein viertes Nummer-eins-Album in Folge. \| |                                       |                                       |                                           | |
| ← 2010 |                                       |                                       |                                           | → 2012 → |
| Zeitraum | Wo. ges.                              | Interpret                             | Titel                                     | Zusätzliche Informationen |
| (Zeitraum, Wochen auf Platz eins, Interpret, Titel, zusätzliche Informationen) |                                       |                                       |                                           | |
| 28. November 2010 – 5. Februar 2011 10 Wochen | 10                                    | Sergio Dalma                          | Via Dalma                                 | – |
| 6. Februar 2011 – 19. März 2011 6 Wochen (insgesamt 15) | 15                                    | Pablo Alborán                         | Pablo Alborán                             | – |
| 20. März 2011 – 2. April 2011 2 Wochen | 2                                     | Manel                                 | 10 milles per veure una bona armadura     | – |
| 3. April 2011 – 9. April 2011 1 Woche | 1                                     | Bunbury                               | Gran Rex                                  | – |
| 10. April 2011 – 16. April 2011 1 Woche (insgesamt 15) | 15                                    | Pablo Alborán                         | Pablo Alborán                             | – |
| 17. April 2011 – 14. Mai 2011 4 Wochen | 4                                     | Maná                                  | Drama y luz                               | – |
| 15. Mai 2011 – 21. Mai 2011 1 Woche | 1                                     | OBK                                   | 20 – Nuevas versiones singles 1991 / 2011 | – |
| 22. Mai 2011 – 28. Mai 2011 1 Woche | 1                                     | Maldita Nerea                         | Fácil                                     | – |
| 29. Mai 2011 – 25. Juni 2011 4 Wochen | 4                                     | Extremoduro                           | Materiál defectuoso                       | – |
| 26. Juni 2011 – 2. Juli 2011 1 Woche (insgesamt 15) | 15                                    | Pablo Alborán                         | Pablo Alborán                             | – |
| 3. Juli 2011 – 9. Juli 2011 1 Woche | 1                                     | Beyoncé                               | 4                                         | – |
| 10. Juli 2011 – 16. Juli 2011 1 Woche | 1                                     | Luis Fonsi                            | Tierra firme                              | – |
| 17. Juli 2011 – 3. September 2011 7 Wochen (insgesamt 15) | 15                                    | Pablo Alborán                         | Pablo Alborán                             | – |
| 4. September 2011 – 10. September 2011 1 Woche | 1                                     | Red Hot Chili Peppers                 | I’m with You                              | – |
| 11. September 2011 – 17. September 2011 1 Woche | 1                                     | David Guetta                          | Nothing but the Beat                      | – |
| 18. September 2011 – 1. Oktober 2011 2 Wochen | 2                                     | La Oreja de Van Gogh                  | A las cinco en el Astoria                 | – |
| 2. Oktober 2011 – 29. Oktober 2011 4 Wochen | 4                                     | Amaral                                | Hacia lo salvaje                          | – |
| 30. Oktober 2011 – 19. November 2011 3 Wochen | 3                                     | Manolo García                         | Los días intactos                         | – |
| 20. November 2011 – 26. November 2011 1 Woche (insgesamt 10) | 10                                    | Pablo Alborán                         | En acústico                               | – |
| 27. November 2011 – 3. Dezember 2011 1 Woche | 1                                     | Estopa                                | Estopa 2.0                                | – |
| 4. Dezember 2011 – 7. Januar 2012 5 Wochen | 5                                     | Sergio Dalma                          | Via Dalma II                              | Mit der Fortsetzung des meistverkauften Albums des Vorjahres hat der Popsänger aus Barcelona sein viertes Nummer-eins-Album in Folge. |

## Jahreshitparaden
| ← 2010 ← | Liste der Nummer-eins-Hits in Spanien | Liste der Nummer-eins-Hits in Spanien | Liste der Nummer-eins-Hits in Spanien | 2012 →   |
| \| Singles \| Position# \| Alben \| \| ------------------------------------------------------------------------------------------------------------------------------------------------------------------------------------------------------------------ \| --------- \| ------------------------------- \| \| On the Floor Jennifer Lopez feat. Pitbull Armando Christian Pérez, Nadir Khayat Maher, Gonzalo Hermosa Gonzáles, Ulises Hermosa Gonzáles, Kinda Vivianne Hamid, Bilal Hajji, Achraf Jannusi, Geraldo Jacop Sandell \| 1 \| Pablo Alborán \| \| Danza Kuduro Lucenzo feat. Don Omar William Omar Landron Rivera, Fabrice Cyril Toigo, Philippe Louis de Oliveira, Faouzi Barkati, Ali Fitzgerald Moore \| 2 \| Via Dalma Sergio Dalma \| \| Solamente tú Pablo Alborán Pablo Moreno de Alborán Ferrándiz \| 3 \| Los días intactos Manolo García \| \| Rabiosa Shakira feat. Pitbull Armando Christian Pérez, Edward Edwin Bello Pou, Shakira Isabel Mebarak Ripoll \| 4 \| Via Dalma II Sergio Dalma \| \| Give Me Everything Pitbull feat. Ne-Yo, Afrojack & Nayer Nick Leonardus van de Wall, Armando Christian Pérez, Shaffer Chimere Smith \| 5 \| 21 Adele \| \| Bailando por ahi (Remix) Juan Magán feat. Crossfire Juan Manuel Magán González, Cristian Ivan Pencheff Araneda, Rodrigo Alejandro Araneda Pencheff \| 6 \| En acústico Pablo Alborán \| \| Blanco y negro Malú Julian Ramírez Arellano, Armando Antonio Ávila de la Fuente, Aitor Umberto Garcia López, Maria Bernal Hernández \| 7 \| Espejos El Barrio \| \| Rain over Me Pitbull feat. Marc Anthony Marco Antonio Muñiz, Nadir Khayat Maher, Bilal Hajji, Achraf Jannusi, Jimmy Paul Thörnfeldt, Armando Christian Pérez, Rachid Aziz \| 8 \| Hacia lo salvaje Amaral \| \| Ai Se Eu Te Pego! Michel Teló Sharon Acioly Arcoverde, Antônio Carlos Paim Cerqueira, Amanda Grasiele Mesquita Teixeira da Cruz, Aline Medeiros da Fonseca, Karine Assis Vinagre \| 9 \| Drama y luz Maná \| \| Loca Shakira feat. el Cata Armando Christian Pérez, Edward E. Bello, Shakira Isabel Mebarak Ripoll, Carlos Daniel Crespo-Planas \| 10 \| Estopa 2.0 Estopa \| |                                       |                                       |                                       |          |
| ← 2010 |                                       |                                       |                                       | → 2012 → |
| Singles | Position#                             | Alben                                 |                                       |          |
| On the Floor Jennifer Lopez feat. Pitbull Armando Christian Pérez, Nadir Khayat Maher, Gonzalo Hermosa Gonzáles, Ulises Hermosa Gonzáles, Kinda Vivianne Hamid, Bilal Hajji, Achraf Jannusi, Geraldo Jacop Sandell | 1                                     | Pablo Alborán                         |                                       |          |
| Danza Kuduro Lucenzo feat. Don Omar William Omar Landron Rivera, Fabrice Cyril Toigo, Philippe Louis de Oliveira, Faouzi Barkati, Ali Fitzgerald Moore | 2                                     | Via Dalma Sergio Dalma                |                                       |          |
| Solamente tú Pablo Alborán Pablo Moreno de Alborán Ferrándiz | 3                                     | Los días intactos Manolo García       |                                       |          |
| Rabiosa Shakira feat. Pitbull Armando Christian Pérez, Edward Edwin Bello Pou, Shakira Isabel Mebarak Ripoll | 4                                     | Via Dalma II Sergio Dalma             |                                       |          |
| Give Me Everything Pitbull feat. Ne-Yo, Afrojack & Nayer Nick Leonardus van de Wall, Armando Christian Pérez, Shaffer Chimere Smith | 5                                     | 21 Adele                              |                                       |          |
| Bailando por ahi (Remix) Juan Magán feat. Crossfire Juan Manuel Magán González, Cristian Ivan Pencheff Araneda, Rodrigo Alejandro Araneda Pencheff | 6                                     | En acústico Pablo Alborán             |                                       |          |
| Blanco y negro Malú Julian Ramírez Arellano, Armando Antonio Ávila de la Fuente, Aitor Umberto Garcia López, Maria Bernal Hernández | 7                                     | Espejos El Barrio                     |                                       |          |
| Rain over Me Pitbull feat. Marc Anthony Marco Antonio Muñiz, Nadir Khayat Maher, Bilal Hajji, Achraf Jannusi, Jimmy Paul Thörnfeldt, Armando Christian Pérez, Rachid Aziz | 8                                     | Hacia lo salvaje Amaral               |                                       |          |
| Ai Se Eu Te Pego! Michel Teló Sharon Acioly Arcoverde, Antônio Carlos Paim Cerqueira, Amanda Grasiele Mesquita Teixeira da Cruz, Aline Medeiros da Fonseca, Karine Assis Vinagre | 9                                     | Drama y luz Maná                      |                                       |          |
| Loca Shakira feat. el Cata Armando Christian Pérez, Edward E. Bello, Shakira Isabel Mebarak Ripoll, Carlos Daniel Crespo-Planas | 10                                    | Estopa 2.0 Estopa                     |                                       |          |